# Engelbert Hüging
Engelbert Hüging (* 19. August 1957 in Rheine) ist ein ehemaliger deutscher Tischtennisspieler. 1978 war er deutscher Meister im Einzel.

## Werdegang
Seine größten sportlichen Erfolge hatte Hüging von Mitte der 1970er bis Mitte der 1980er Jahre. In dieser Zeit nahm er dreimal an Weltmeisterschaften und viermal an Europameisterschaften teil. Zwischen 1974 und 1985 wurde er 60-mal zu Länderspielen eingeladen.
Bei den EMs 1980 und 1982 erreichte er das Viertelfinale, unterlag dann aber gegen Jacques Secrétin und Tibor Klampár.
Hüging galt als unbequem, weil er Kritik ohne Ansehen der Person äußerte. Zudem galt er als Individualist, der sich nur ungern unterordnete. Am Ende der Saison 1980/81 hörte er mit dem Tischtennisspielen auf, feierte jedoch einige Monate später sein Comeback. Dieses gestaltete er sehr erfolgreich. So gewann er mit dem TTC Simex Jülich an der Seite von Ulf Carlsson und Michael Plum den Europapokal (Tischtennis) 1984.

## Spielweise
Hüging war reiner Defensivspieler. Er benutzte einen Tischtennisschläger mit einem griffigen Backsidebelag auf der Vorhandseite und einem Langnoppenbelag mit Sandwichunterlage auf der Rückhandseite (Tackiness D 1,5 mm/Feint long 1,0 mm). Durch taktisches Drehen des Schlägers, der damals noch auf beiden Seiten gleichfarbig sein durfte, produzierte er Schnittwechsel, die technisch unversierte Spieler zu „leichten Fehlern“ verleiteten, aber auch guten Technikern Probleme bereiten konnten. Aufgrund dieser von manchen Zeitgenossen nur auf das Material zurückgeführten Spielstärke wurde er auch als „Materialspieler“ bezeichnet. Nach Einführung der Zweifarbenregel 1986 sank seine Spielstärke so massiv, dass er seine Karriere als Trainer beim VfB Lübeck – mit gelegentlichen Einsätzen als Spieler – fortsetzte.

## Ende der Laufbahn
Ende 1995 wanderte Hüging nach Australien aus. Hier arbeitet er als Landestrainer (nicht Nationaltrainer) für den Bundesstaat Queensland. Auch dort bestritt er weiter Turniere bspw. die Brisbane Open.

## Erfolge
- Nationale deutsche Meisterschaften
  - 1978 Lübeck: 1. Platz Einzel, 3. Platz Doppel (mit Georg Nicklas)
  - 1979 Rüsselsheim: 2. Platz Einzel, 3. Platz Doppel (mit Georg Nicklas), 2. Platz Mixed (mit Monika Stork)
  - 1982 Hannover: 4. Platz Einzel

- Teilnahme an 3 Weltmeisterschaften
  - 1975 in Kalkutta: 8. Platz mit Herrenteam
  - 1979 in Pjöngjang: Achtelfinale Doppel, 11. Platz mit Herrenteam
  - 1985 in Göteborg: Achtelfinale Doppel, 17. Platz mit Herrenteam

- Teilnahme an 4 Europameisterschaften
  - 1978 in Duisburg: 8. Platz mit Herrenteam
  - 1980 in Bern: Viertelfinale im Einzel, 2. Platz mit Herrenteam
  - 1982 in Budapest: Viertelfinale im Einzel, 6. Platz mit Herrenteam
  - 1984 in Moskau: 9. Platz mit Herrenteam

- Europe TOP-12
  - 1979 in Kristianstad: 12. Platz

- Europapokal der Landesmeister
  - 1984: 1. Platz mit TTC Simex Jülich
  - 1988: 1. Platz mit TTC Zugbrücke Grenzau

- Internationale Meisterschaften
  - 1976 Belgien: 2. Platz Mannschaftswettbewerb
  - 1977 Skandinavien: 2. Platz Mannschaftswettbewerb
  - 1978 Frankreich: 2. Platz Mannschaftswettbewerb
  - 1978 Deutschland: 2. Platz Mannschaftswettbewerb
  - 1983 USA: 2. Platz Einzel

- Bundesranglistenturniere
  - 1979 in Hattersheim: 1. Platz
  - 1980 in Neckarsulm: 3. Platz
  - 1982 in Kleve: 3. Platz

- Deutsche Mannschaftsmeisterschaften
  - 1987 in Hagen: 1. Platz mit TTC Zugbrücke Grenzau

- Deutsche Pokalmeisterschaften
  - 1983 in Jülich 1. Platz mit TTC Simex Jülich
  - 1987 in Bayreuth 1. Platz mit TTC Zugbrücke Grenzau

- Jugendturniere
  - 1975 Europameisterschaft: 2. Platz Mixed (mit Marie-France Germiat, Belgien)
  - 1975 Internationale Meisterschaft Deutschland in Dillingen: 1. Platz Einzel, 1. Platz mit Jungen-Team
  - 1975 Internationale Meisterschaft Frankreich: 1. Platz Einzel

- Ranglisten
  - 1978 – 1979: 2. Platz in der deutschen Rangliste
  - 1980: 12. Platz europäischer Verband ETTU
  - 1980: 22. Platz ITTF-Weltrangliste

- Vereine
  - ???? – 1974 DJK Rheine
  - 1974 – 1975 TTV Metelen
  - 1975 – 1985 TTC Simex Jülich
  - 1985 – 1987 TTC Zugbrücke Grenzau
  - 1988 – 1990 Spvg Steinhagen
  - 1990 – 1995 VfB Lübeck (Sportlicher Leiter, Spielertrainer)

## Turnierergebnisse
| Verband | Veranstaltung                         | Jahr | Ort          | Land | Einzel        | Doppel    | Mixed        | Team |
| ------- | ------------------------------------- | ---- | ------------ | ---- | ------------- | --------- | ------------ | ---- |
| FRG     | Europameisterschaft                   | 1982 | Budapest     | HUN  | Viertelfinale |           |              |      |
| FRG     | Europameisterschaft                   | 1982 | Budapest     | HUN  |               |           |              | 2    |
| FRG     | Europameisterschaft                   | 1980 | Bern         | SUI  | Viertelfinale |           |              | 2    |
| FRG     | Jugend-Europameisterschaft (Kadetten) | 1972 | Vejle        | DEN  | Silber        |           |              |      |
| FRG     | EURO-TOP12                            | 1979 | Kristianstad | SWE  | 12            |           |              |      |
| FRG     | Weltmeisterschaft                     | 1985 | Göteborg     | SWE  | Qual          | letzte 16 | keine Teiln. | 17   |
| FRG     | Weltmeisterschaft                     | 1979 | Pyongyang    | PRK  | letzte 32     | letzte 16 | keine Teiln. | 11   |
| FRG     | Weltmeisterschaft                     | 1975 | Calcutta     | IND  | letzte 128    | letzte 32 | letzte 64    | 8    |